# Xtíkovo
Xtíkovo (en rus: Штыково) és un poble (un possiólok) del krai de Primórie, a l'Extrem Orient de Rússia, que en el cens del 2010 tenia 1.487 habitants.